# The Trap (album)
Pour les articles homonymes, voir The Trap.
 (mars 2023).
Si vous disposez d'ouvrages ou d'articles de référence ou si vous connaissez des sites web de qualité traitant du thème abordé ici, merci de compléter l'article en donnant les références utiles à sa vérifiabilité et en les liant à la section « Notes et références ».
Albums de HushPuppies
HushPuppies
(2003) Silence Is Golden
(2007)
The Trap est le premier album du groupe de rock français HushPuppies. Contrairement à ce qu'ils chantent, ils ne sont pas britanniques mais bien français. La chanson You're Gonna Say Yeah! a été utilisée pour la musique de la publicité Mennen et la chanson Bassautobahn pour la publicité Toyota Auris.

## Pistes de l'album
1. 1975
2. Packt Up Like Sardines in a Crushtin Box
3. You're Gonna Say Yeah!
4. Marthelot 'N' Clavecine
5. Sorry So
6. Pale Blue Eyes
7. Comptine
8. Bassautobahn
9. Alice in Wonderland
10. Single
11. You and Me
12. The Trap
13. Automatic 6